# 竹贯温氏家庙
竹贯温氏家庙，位于中国福建省龙岩市新罗区万安镇竹贯村，元至正年间（1341—1370年）始建，明隆庆二年（1568年）至万历三十年（1602年）间重修、扩建。坐西朝东，占地面积1200平方米。中轴线自东向西依次为：灰坪、台阶、大门、前厅、天井、后厅、后龙。温兆凤故居为附属文物。2009年11月16日公布为第七批福建省文物保护单位。